# Анейтьюм
Ане́йтьюм (англ. Aneityum) — остров в архипелаге Новые Гебриды в Тихом океане. Самый южный населённый остров Республики Вануату. Административно входит в состав провинции Тафеа.

## География
Остров Анейтьюм расположен в южной части архипелага Новые Гебриды в Тихом океане. К северо-западу находится остров Танна, к северо-востоку — остров Футуна, в непосредственной близости (у южного побережья) — остров Иньек. Ближайший материк, Австралия, расположен в 1100 км. С восточной стороны остров омывается Тихим океаном, с других сторон — Коралловым морем.
Анейтьюм имеет вулканическое происхождение. Геологически Анейтьюм состоит из двух соединённых друг с другом вулканов, образовавшихся в эпоху плейстоцена. Вулканическая активность на острове, предположительно, прекратилась в эпоху плейстоцена — голоцена. Площадь овального по форме острова составляет 159,2 км². Высшая точка, вулкан Инрероу-Атамван, достигает высоты 852 м.
Остров окружён коралловыми рифами и мелями, имеет гористый рельеф и покрыт густыми тропическими лесами.
Климат на Анейтьюме влажный тропический. Среднегодовое количество осадков составляет 2155 мм, среднегодовая температура — +20,5—27,1 °C.

## История
Точное время колонизации южных островов архипелага Новые Гебриды неизвестно, так как на них не найдены какие-либо гончарные изделия или другие археологические объекты. Вполне возможно, что они были заселены людьми с западной части Соломоновых островов. Остров Танна был колонизирован по крайней мере 2500 лет назад, а на острове Анейтьюм сохранились древние сельскохозяйственные системы в виде искусственных влажных и сухих террас.
Во второй четверти XIX века на острове были созданы первые станции по сбору и подготовке древесины сандалового дерева. Впоследствии Анейтьюм, как и ряд других островов в архипелаге, стал центром торговли ценной древесиной.
В 1841 году вместе с миссионерами Тёрнером и Несбитом из Лондонского миссионерского общества на островах Анейтьюм и Футуна высадились несколько самоанских учителей. В 1848 году к ним присоединился преподобный Дж. Гедди, пресвитерианец из Новой Шотландии (провинции Канады). К 1860 году на анейтьюмский язык был переведён Новый Завет, а часть населения острова могла уже читать. Однако жизнь миссионеров была очень опасна. Многие полинезийские учителя умирали от малярии. Первые католические миссионеры прибыли на остров в 1848 году, но в 1849 году из-за эпидемии они были вынуждены его покинуть. К 1872 году Анейтьюм был полностью христианизирован.
В марте 1906 года Анейтьюм, как и другие острова Новых Гебрид, стали совместным владением Франции и Британии, то есть архипелаг получил статус англо-французского кондоминиума.
30 июня 1980 года Новые Гебриды получили независимость от Великобритании и Франции, и остров Анейтьюм стал территорией Республики Вануату.

## Население
Численность население острова Анейтьюм составляет около 915 человек (2009). До прибытия на остров европейцев в 1793 году на Анейтьюме проживало около 12 тысяч человек. Резкое сокращение численности населения связано с несколькими факторами, прежде всего, было вызвано болезнями, завезёнными иноземцами: в 1860 году вспыхнула эпидемия кори, а после неё — дизентерии.
Крупнейший населённый пункт — деревня Анелкаухат. На близлежащем острове Иньек действует аэропорт, из которого два раза в неделю осуществляются полёты в Порт-Вилу и на остров Танна.
Главный язык острова — анейтьюм.

## Экономика
Основное занятие местных жителей — сельское хозяйство. Жители в основном выращивают манго, кокосовую пальму, хлебное дерево, бананы, папайю, цитрусовые, ямс, таро.